# Phoronopsis
Phoronopsis is een geslacht van hoefijzerwormen (Phoronida).

## Soorten
Het geslacht bestaat uit de volgende soorten:
- Phoronopsis albomaculata Gilchrist, 1907[1]
- Phoronopsis californica Hilton, 1930
- Phoronopsis harmeri Pixell, 1912[3]